# ТЕЦ Говора
ТЕЦ Говора — теплова електростанція в Румунії в місті Римніку-Вилча.
У 1958—1959 роках для забезпечення потреб содового заводу (наразі належить польські компанії Ciech) ввели в дію два котли продуктивністю по 100 тонн пари на годину, котрі переважно виробляли теплову енергію. Що стосується електроенергії, то від них живилась одна парова турбіна з протитиском потужністю лише 7,5 МВт.
Повноцінна ТЕЦ з'явилась тут у 1969—1970 роках, коли запустили два котли та дві парові турбіни потужністю по 50 МВт. В 1975—1976 роках стала до ладу друга черга схожої розмірності: два котли продуктивністю по 420 тонн пари на годину та дві парові турбіни по 50 МВт (мають станційні номери ТА3 і ТА4). За ними в 1986—1987 роках ввели в експлуатацію третю чергу такої ж конфігурації (турбіни ТА5 і ТА6).
У 1993-му став до ладу ще один паровий котел продуктивністю 420 тонн пари на годину, проте він не отримав своєї парової турбіни.
Надалі на майданчику з розрахунку на вже наявні котельні потужності змонтували дві невеликі турбіни із протитиском з показниками 6,5 МВт та 4,7 МВт.
Станом на середину 2010-х з експлуатації була повністю виведена перша черга та один з котлів другої черги. ТЕЦ продовжувала діяти з чотирма котлами (станційні номери з 4 по 7, при цьому котел № 4 був модернізований та призначений виконувати функцію резервного) та шістьома турбінами загальною потужністю 211,2 МВт.
В 2020-му через конфлікт з ТЕЦ Говора відносно вартості технологічної пари був зупинений зазначений вище содовий завод компанії Ciech.
Введене у 1950-х роках обладнання, а також перша та друга черги ТЕЦ розраховувались на використання природного газу, що надходить на майданчик по трубопроводу Палтін — Дрегешань. Три останні котли ТЕЦ споживають лігніт. 
Для охолодження використовують воду із річки Олт.
Видача продукції відбувається по ЛЕП, розрахованій на роботу під напругою 110 кВ.